# Luka (Sali)
Luka est un village de la municipalité de Sali (Comitat de Zadar) en Croatie. Au recensement de 2011, le village comptait 123 habitants.